# Конный спорт на летних Олимпийских играх 1928
Соревнования по конному спорту на летних Олимпийских играх 1928 года проходили в выездке, троеборье и конкуре (как в личном, так и в командном зачёте).
Франтишек Вентура (1894—1969), выигравший золото в личном конкуре, — единственный в истории Чехословакии олимпийский чемпион в конном спорте. Победа испанцев в командном конкуре остаётся единственной для этой страны в конном спорте на Олимпийских играх.

## Общий медальный зачёт
| Место | Страна       | Золото | Серебро | Бронза | Всего |
| ----- | ------------ | ------ | ------- | ------ | ----- |
| 1     | Нидерланды   | 2      | 1       | 1      | 4     |
| 2     | Германия     | 2      | 0       | 1      | 3     |
| 3     | Чехословакия | 1      | 0       | 0      | 1     |
| 3     | Испания      | 1      | 0       | 0      | 1     |
| 4     | Франция      | 0      | 2       | 0      | 2     |
| 5     | Швеция       | 0      | 1       | 2      | 3     |
| 6     | Польша       | 0      | 1       | 1      | 2     |
| 7     | Норвегия     | 0      | 1       | 0      | 1     |
| 8     | Швейцария    | 0      | 0       | 1      | 1     |

## Медалисты
| Дисциплина                     | Золото                                                                                            | Серебро                                                       | Бронза                                                     |
| ------------------------------ | ------------------------------------------------------------------------------------------------- | ------------------------------------------------------------- | ---------------------------------------------------------- |
| Выездка Личное первенство      | Карл, барон фон Ланген Германия                                                                   | Шарль Марион Франция                                          | Рагнар Ульсон Швеция                                       |
| Выездка Командное первенство   | Германия · Карл, барон фон Ланген · Ойген, барон фон Лоцбек · Херман Линкенбах                    | Швеция · Рагнар Ульсон · Янне Лундблад · Карл Бунде           | Нидерланды · Ян ван Реде · Пьер Верстег · Герард ле Хёкс   |
| Троеборье Личное первенство    | Шарль Фердинанд Паю де Мортанж-мл. Нидерланды                                                     | Герард де Крёйфф Нидерланды                                   | Бруно Нойман Германия                                      |
| Троеборье Командное первенство | Нидерланды · Адольф ван дер Ворт ван Зейп · Шарль Фердинанд Паю де Мортанж-мл. · Герард де Крёйфф | Норвегия · Бьярт Ординг · Артур Квист · Эуген Йохансен        | Польша · Михал Антоневич · Юзеф Тренквалд · Кароль Руммель |
| Конкур Личное первенство       | Франтишек Вентура Чехословакия                                                                    | Пьер Бертран де Баланда Франция                               | Шарль-Гюстав Кун Швейцария                                 |
| Конкур Командное первенство    | Испания · Хосе Альварес де Бохоркес · Хулио Гарсия Фернандес де лос Риос · Хосе Наварро Моренес   | Польша · Казимеж Гзовский · Казимеж Шосланд · Михал Антоневич | Швеция · Карл Хансен · Карл Бьёрнштерна · Эрнст Хальберг   |